# Bela Grunberger
Pour les articles homonymes, voir Grunberger.
Bela Grunberger est un médecin et psychanalyste français, d'origine hongroise, né le 22 février 1903 à Nagyvárad en actuelle Roumanie, et mort à Paris 7e le 26 février 2005.

## Biographie
Il naît en Transylvanie, sa mère est hongroise et sa famille vit à Budapest, où il fait des études secondaires, au lycée Verböczy. Il quitte définitivement la Hongrie dans l'intention faire ses études de chimie en Allemagne en 1920, alors que les étudiants juifs sont victimes d'un numerus clausus en Hongrie. Il quitte l'Allemagne durant la montée du nazisme, en 1927 et s'installe en 1927 à Genève, où il travaille dans la publicité. Il quitte la Suisse lors de l'invasion de la Pologne en 1939, et s'installe en France, au début de la Seconde Guerre mondiale. Il essaie sans succès de s'engager dans l'armée, puis reprend ses études de médecine à Grenoble, tout en vivant clandestinement. Il obtient son diplôme de médecin après la Libération, en 1946 et s'installe à Paris. 
Il réalise une analyse avec Sacha Nacht et devient membre titulaire de la Société psychanalytique de Paris en 1953. Il est chargé d’enseignement à l’Institut de psychanalyse. Il organise le premier séminaire consacré aux travaux de Sándor Ferenczi, Melanie Klein et Karl Abraham.
Il est l'époux et un collaborateur majeur de Janine Chasseguet-Smirgel, née Jeanne Szmirgeld.

## Travaux de recherches
Il s'intéresse particulièrement aux questions en rapport avec le narcissisme. Il publie plusieurs ouvrages avec Janine Chasseguet-Smirgel, notamment L'univers contestationnaire, qui est une analyse critique du phénomène de Mai 68.

## Publications
- avec Janine Chasseguet-Smirgel, Les Rêves : la voie royale de l'inconscient, Paris, Tchou, 1997, 318 p. (ISBN 2-7107-0593-1)
- (dir.) avec Daniel Widlöcher, Les Névroses : l'homme et ses conflits, Paris, Tchou, coll. « Les Grandes découvertes de la psychanalyse », 1997, 318 p. (ISBN 2-7107-0596-6)
- avec Janine Chasseguet-Smirgel, L'univers contestationnaire, Paris, In Press, 2004 (réimpr. 2002), 298 p. (ISBN 2-84835-044-X)
- avec Janine Chasseguet-Smirgel, Freud ou Reich. Psychanalyse et illusion, Tchou, 1976
- Le narcissisme : essais de psychanalyse, Paris, Rivages & Payot, 2003, 401 p. (ISBN 2-228-89772-8)
- Narcissisme, christianisme, antisémitisme : étude psychanalytique, Arles France, Actes Sud, 1997, 487 p. (ISBN 978-2-7427-1261-8)